# Vol. 3… Life and Times of S. Carter
Vol. 3… Life and Times of S. Carter (englisch etwa für: Leben und Zeit des S. Carter) ist das vierte Studioalbum des US-amerikanischen Rappers Jay-Z. Es erschien am 13. Dezember 1999 über die Labels Roc-A-Fella und Def Jam.

## Produktion und Samples
An der Produktion des Albums waren viele verschiedene Musikproduzenten beteiligt. Jay-Z selbst sowie Damon Dash und Kareem Burke fungierten als Executive Producer. Timbaland steuerte vier bzw. fünf Beats zum Album bei, während drei Produktionen von Swizz Beatz stammen. DJ Clue und Rockwilder schufen die Instrumentals zu je zwei Liedern. Außerdem waren DJ Premier, Irv Gotti, K-Rob, Sam Sneed, P. Skam, Ken Ifill, Russell Howard, Sean Francis, Chauncey Mahan, Darrell Branch, Lance Rivera und Lil Rob an der Produktion beteiligt.
Neun bzw. zehn Titel des Albums enthalten Samples von Songs anderer Künstler. So ist in Hova Song (Intro) ein Sample des Stücks Burning the Midnight Lamp der Band Rotary Connection enthalten, während So Ghetto die Tracks Crop Dustin’ von Steve Cropper und Sporco Ma Distinto von Ennio Morricone sampelt. Für den Beat von Do It Again (Put Ya Hands Up) wurden Elemente des Lieds Overnight Scenario von Rare Essence verwendet und S. Carter enthält ein Sample von Heads High des Sängers Mr. Vegas. Weitere Samples sind in den Songs Big Pimpin’ (Everybody’s Gotta Learn Sometime von The Korgis, Khusara Khusara von Hossam Ramzy), There’s Been a Murder (Murder von Alana Davis), Come and Get Me (The Contract Man von Bullet), NYMP (Life Can Be So Grand von Brian und Brenda Russell), Girls’ Best Friend (Keep It Comin’ Love von KC and the Sunshine Band) sowie Jigga My Nigga (Lil’ Fire Friend von Isaac Hayes) enthalten.

## Covergestaltung
Das Albumcover ist in Schwarz-weiß gehalten. Es zeigt Jay-Z, der zwischen zwei Häuserblocks steht und die Arme seitlich abstützt. Er trägt eine Kette mit einem Kreuz um den Hals. Im oberen Teil des Bildes befindet sich der schwarze Schriftzug Jay-Z.
| Professionelle Bewertungen | Professionelle Bewertungen |
| -------------------------- | -------------------------- |
| Kritiken                   |                            |
| Quelle                     | Bewertung                  |
| laut.de                    | [ 2 ]                      |
| Rolling Stone              | [ 3 ]                      |
| allmusic                   | [ 4 ]                      |
| RapReviews                 | [ 5 ]                      |

## Gastbeiträge
Auf acht Liedern des Albums sind neben Jay-Z andere Künstler zu hören. So hat die Rapperin Amil gleich drei Gastauftritte, während der Rapper Beanie Sigel an zwei Songs beteiligt ist. Je ein Gastbeitrag stammt von den Rappern Juvenile und Memphis Bleek sowie von dem Rap-Duo UGK. Außerdem ist die Sängerin Mariah Carey auf einem Track vertreten und die Journalistin Serena Altschul hat ebenfalls einen Auftritt. Auf der EU-Version des Albums befindet sich des Weiteren das Stück Is That Yo Bitch, auf dem Twista und Missy Elliott zu hören sind, während auf der US-Version das Lied Watch Me, an dem Dr. Dre mitwirkte, enthalten ist.

## Titellisten
Titelliste der EU-Version
| #      | Titel                         | Gastbeiträge                         | Produzent                                                | Länge |
| ------ | ----------------------------- | ------------------------------------ | -------------------------------------------------------- | ----- |
| 1      | Hova Song (Intro)             |                                      | K-Rob                                                    | 2:22  |
| 2      | So Ghetto                     |                                      | DJ Premier                                               | 4:00  |
| 3      | Do It Again (Put Ya Hands Up) | Beanie Sigel und Amil                | Rockwilder                                               | 4:38  |
| 4      | Dope Man                      | Serena Altschul                      | DJ Clue, Darrell Branch, Ken Ifill und Lance Rivera (Co) | 4:02  |
| 5      | Things That U Do              | Mariah Carey                         | Swizz Beatz                                              | 4:52  |
| 6      | It’s Hot (Some Like It Hot)   |                                      | Timbaland                                                | 4:11  |
| 7      | Snoopy Track                  | Juvenile                             | Timbaland                                                | 4:01  |
| 8      | S. Carter                     | Amil                                 | Russell Howard, Sean Francis und Chauncey Mahan (Co)     | 4:14  |
| 9      | Pop 4 Roc                     | Beanie Sigel, Memphis Bleek und Amil | DJ Clue und Ken Ifill                                    | 4:34  |
| 10     | Hova Interlude                |                                      | K-Rob                                                    | 1:33  |
| 11     | Big Pimpin’                   | UGK                                  | Timbaland                                                | 4:43  |
| 12     | Is That Yo Bitch              | Twista und Missy Elliott             | Timbaland                                                | 4:34  |
| 13     | Come and Get Me               |                                      | Timbaland                                                | 6:42  |
| 14     | NYMP                          |                                      | Rockwilder                                               | 4:01  |
| 15     | Hova Song (Outro)             |                                      | K-Rob                                                    | 1:17  |
| 16     | Anything                      |                                      | Sam Sneed und P. Skam                                    | 4:46  |
| 17 (*) | Jigga My Nigga                |                                      | Swizz Beatz                                              | 4:34  |
| 18 (*) | Girls’ Best Friend            |                                      | Swizz Beatz                                              | 3:59  |

Titelliste der US-Version
| #      | Titel                         | Gastbeiträge                         | Produzent                                                | Länge |
| ------ | ----------------------------- | ------------------------------------ | -------------------------------------------------------- | ----- |
| 1      | Hova Song (Intro)             |                                      | K-Rob                                                    | 2:22  |
| 2      | So Ghetto                     |                                      | DJ Premier                                               | 4:00  |
| 3      | Do It Again (Put Ya Hands Up) | Beanie Sigel und Amil                | Rockwilder                                               | 4:38  |
| 4      | Dope Man                      | Serena Altschul                      | DJ Clue, Darrell Branch, Ken Ifill und Lance Rivera (Co) | 4:02  |
| 5      | Things That U Do              | Mariah Carey                         | Swizz Beatz                                              | 4:52  |
| 6      | It’s Hot (Some Like It Hot)   |                                      | Timbaland                                                | 4:11  |
| 7      | Snoopy Track                  | Juvenile                             | Timbaland                                                | 4:01  |
| 8      | S. Carter                     | Amil                                 | Russell Howard, Sean Francis und Chauncey Mahan (Co)     | 4:14  |
| 9      | Pop 4 Roc                     | Beanie Sigel, Memphis Bleek und Amil | DJ Clue und Ken Ifill                                    | 4:34  |
| 10     | Watch Me                      | Dr. Dre                              | Irv Gotti und Lil Rob                                    | 4:34  |
| 11     | Big Pimpin’                   | UGK                                  | Timbaland                                                | 4:43  |
| 12     | There’s Been a Murder         |                                      | K-Rob                                                    | 3:40  |
| 13     | Come and Get Me               |                                      | Timbaland                                                | 6:42  |
| 14     | NYMP                          |                                      | Rockwilder                                               | 4:01  |
| 15     | Hova Song (Outro)             |                                      | K-Rob                                                    | 1:17  |
| 16 (*) | Jigga My Nigga                |                                      | Swizz Beatz                                              | 4:34  |
| 17 (*) | Girls’ Best Friend            |                                      | Swizz Beatz                                              | 3:59  |

(*) Hidden Tracks

## Chartplatzierungen und Singles
Vol. 3… Life and Times of S. Carter stieg am 15. Januar 2000 auf Platz 1 in die US-amerikanischen Charts ein und konnte sich 47 Wochen in den Top 200 halten. Auch in der Schweiz erreichte das Album die Charts und belegte Platz 75, wogegen es in Deutschland nicht in die Top 100 einsteigen konnte.
Als Singles wurden die Lieder Jigga My Nigga (US #28), Girls’ Best Friend (US #52), Do It Again (Put Ya Hands Up) (US #65), Anything (US #55), Big Pimpin’ (US #18) und Is That Your Chick (The Lost Verses) (US #68) ausgekoppelt. Davon war besonders Big Pimpin’ erfolgreich, das in den USA im Jahr 2013 für mehr als eine Million verkaufte Exemplare eine Platin-Schallplatte erhielt.

## Verkaufszahlen und Auszeichnungen
Vol. 3… Life and Times of S. Carter verkaufte sich in den Vereinigten Staaten 3,1 Millionen Mal und wurde demzufolge mit 3-fach Platin ausgezeichnet. Im Vereinigten Königreich erhielt das Album 2013 für über 60.000 Verkäufe eine Silberne Schallplatte. Die weltweiten Verkaufszahlen belaufen sich auf rund fünf Millionen Einheiten.
Bei den Grammy Awards 2001 wurde Vol. 3… Life and Times of S. Carter in der Kategorie Best Rap Album nominiert, unterlag jedoch Eminems The Marshall Mathers LP.